# Fågel Grip
Le Fågel Grip (en français, l’« Oiseau Griffon ») était un navire construit au début du XVIIe siècle par les Pays-Bas. Le navire est surtout connu pour avoir transporté en 1638, avec le Kalmar Nyckel, les colons suédois qui ont créé aux États-Unis la colonie de Nouvelle-Suède. Il a fait naufrage en août 1639 après s'être échoué sur un banc de sable en rade de Göteborg, à la suite d'une tempête.

## Héritage
En 1938, la poste suédoise a édité un timbre commémoratif représentant le Fågel Grip et le Kalmar Nyckel.